# Viña, 50 años de festival
Viña, 50 años de festival fue un programa de televisión chileno emitido por Canal 13 y Zona Latina en el verano de 2009, que conmemoró los mejores momentos del Festival de la Canción de Viña del Mar, que en febrero de ese año celebró su quincuagésima versión. Era conducido por Antonio Vodanovic, quien fuera animador del Festival entre 1976 y 2004, y un grupo de panelistas.

## Elenco
- Antonio Vodanovic (animador)
- Felipe Camiroaga (animador)
- Soledad Onetto (animadora)
- Eduardo Fuentes (panelista)
- Maura Rivera (panelista)
- Ana Josefa Silva (panelista)
- Horacio Saavedra (músico)
- José Miguel Furnaro (periodista)

## Invitados
Algunos de los invitados al programa fueron:
- Dinamita Show
- Simply Red
- KC and The Sunshine Band
- Roger Hodgson
- R.K.M. & Ken-Y
- Camila

## Tema
El programa tuvo un característico tema, presentado en el opening:
Viña festeja cincuenta años,
recuerdos, canciones,
emociones y humor...
Vas a vivir momentos
Que no olvidarás
¡Ven a vivir la emoción!...
(...)
¡Ven a vivir la emoción!
- Datos: Q6164426